# Cathédrale Notre-Dame-de-l'Assomption de Crema
La cathédrale Notre-Dame-de-l'Assomption (italien : cattedrale di Santa Maria Assunta) ou dôme de Crema (italien : ; lombard : dòm da Crèma) est une église catholique romaine de Crema, en Italie. Il s'agit de la cathédrale du diocèse de Crema.

## Histoire
La première cathédrale de la ville a été détruite par Frédéric Barberousse en 1160. Un nouveau bâtiment a été commencé en 1185 dans le style romane, mais les travaux ont été interrompus en 1212, pour ne reprendre qu'en 1284 dans un style lombard-gothique. L'église a été achevée en 1340, avec l'ajout en 1385 d'une abside allongée et d'une crypte,, Comme la période de construction s'étend sur différentes époques, l'architecture est à la fois romane et gothique.

## Description

### La façade
La façade est de style lombard-gothique typique, avec un portail unique surmonté, dans la lunette, de sculptures de la Madonna et l'Enfant et des Saints Pantaleon et Jean-Baptiste, au-dessus d'une frise avec les visages de saints. Au-dessus du portail se trouve un grand roseau en marbre, flanqué de fenêtres à meneaux. La façade se termine par une loggia avec de petites colonnes en marbre,. Le clocher situé sur le côté droit remonte au XIVe siècle, tandis que la partie supérieure octogonale a été construite au XVIIe siècle. L'intérieur gothique de l'église comprend une nef et cinq bas-côtés.

### L'intérieur
L'intérieur de la cathédrale présente des caractéristiques architecturales clés, comprenant trois nefs, dont les latérales sont plus basses, séparées par des piliers cylindriques soutenant des arcs en ogive. Les voûtes d'arêtes sont ornées de nervures élégantes en terre cuite. Les murs intérieurs et la contre-façade montrent des fragments de fresques provenant de diverses périodes décoratives, du XIIIe  au XVe siècle. Parmi les œuvres notables se trouvent la "Sainte Famille avec les Saint de Francesco Bissolo, le Martyre de Sainte Lucie par Mauro Picenardi (en), et les tableaux représentant les Miracles Eucharistiques de Giovan Battista Lucini (en). L'autel dédié à Saint Pantaleone est orné d'une statue en bois ainsi que de peintures représentant les épreuves du saint. Les murs abritent également des œuvres de Vincenzo Civerchio, Bernardino Lanzani, et Giovanni Paolo Cavagna, ainsi qu'un Crucifix vénéré datant d'environ 1320-1340, associé à des miracles notables.